# Distretto di Ayabaca
Il distretto di Ayabaca è un distretto del Perù, facente parte della provincia di Ayabaca, nella regione di Piura.